# Jimmy Chamberlin Complex
Jimmy Chamberlin Complex es una banda estadounidense de rock alternativo y jazz fusion, fundada por Jimmy Chamberlin y Billy Mohler en 2004. El proyecto surgió de los deseos de Chamberlin de crear un disco completamente a su gusto, en su propia discográfica, cosa que no podía cumplir en sus bandas anteriores: The Smashing Pumpkins y Zwan.
El 25 de enero de 2005, editaron su disco debut, Life Begins Again. El disco cuenta con colaboraciones en las voces por parte de Bill Medley y Billy Corgan. El 17 de noviembre de 2017 editaron su segundo disco The Parable.
- Datos: Q2467307